# Morti il 22 febbraio
| Questa pagina contiene informazioni ricavate automaticamente dalle voci biografiche con l'ausilio del template Bio e di un bot. L'aggiornamento è periodico e automatico e ricostruisce completamente la pagina. Se manca una persona in questa lista, sei pregato di non aggiungerla, ma accertati piuttosto che la sua voce biografica contenga il template Bio e che i dati anagrafici siano correttamente compilati. Se il template Bio manca, inseriscilo tu stesso o, in alternativa, metti l'avviso {{tmp\|Bio}} che ne segnala la mancanza. Se i dati riportati sono sbagliati, correggi direttamente la voce biografica; le modifiche saranno visibili in questa lista entro pochi giorni. Per chiarimenti vedi il progetto biografie. La lista contiene solo le 572 persone che sono citate nell'enciclopedia e per le quali è stato implementato correttamente il template Bio. Pagina aggiornata al 9 ago 2025. |

## III secolo(1)
- 205 - Gaio Fulvio Plauziano, senatore romano

## VII secolo(1)
- 606 - Papa Sabiniano, papa e vescovo italiano (n. 530)

## XI secolo(5)
- 1071 - Arnolfo III di Fiandra, conte
- 1072 - Stigand, arcivescovo cattolico inglese
- 1076 - Goffredo il Gobbo, nobile
- 1078 - Giovanni di Fécamp, scrittore e abate italiano
- 1090 - Rüdiger Hutzmann, vescovo cattolico tedesco

## XII secolo(2)
- 1111 - Ruggero Borsa, cavaliere medievale normanno
- 1131 - Giuditta di Baviera, nobile tedesca (n. 1103)

## XIII secolo(9)
- 1213 - Gilberto di Gembloux, scrittore e abate belga (n. 1124)
- 1225 - Bernardo IV di Comminges, nobile franco
- 1226 - Eleonora d'Aragona, principessa (n. 1182)
- 1251 - William II de Cantilupe, nobile inglese
- 1270 - Isabella di Francia, francese (n. 1225)
- 1281 - Guiscardo de Suardi, vescovo cattolico italiano
- 1295 - Giovanni di Castrocoeli, cardinale e arcivescovo cattolico italiano
- 1296 - Enrico V di Slesia, nobile polacco
- 1297 - Margherita da Cortona, religiosa italiana (n. 1247)

## XIV secolo(1)
- 1371 - Davide II di Scozia, re scozzese (n. 1324)

## XV secolo(4)
- 1428 - Giovanni da San Miniato, militare e religioso italiano (n. 1360)
- 1469 - Maria di Savoia, principessa (n. 1411)
- 1481 - Carlo I d'Amboise, nobile francese (n. 1430)
- 1500 - Gerardo VI di Oldenburg, conte tedesco (n. 1430)

## XVI secolo(14)
- 1503 - Giovanni Battista Orsini, cardinale e vescovo cattolico italiano
- 1511 - Enrico, duca di Cornovaglia, duca britannico (n. 1511)
- 1512 - Amerigo Vespucci, navigatore, esploratore e cartografo italiano (n. 1454)
- 1523 - Rodrigo Díaz de Vivar, militare spagnolo (n. 1468)
- 1553 - Pedro Álvarez de Toledo y Zúñiga, marchese (n. 1484)
- 1564 - Johann Glandorp, umanista, teologo e educatore tedesco (n. 1501)
- 1569 - Gabriele Casati, nobile, politico e giurista italiano (n. 1509)
- 1576 - Bernardino Gatti, pittore italiano
- 1578 - Francesco d'Este, nobile italiano (n. 1516)
- 1583 - Giovanni I di Braganza, nobile (n. 1543)
- 1587 - Sofia di Brandeburgo-Ansbach, principessa tedesca (n. 1535)
- 1588 - Jacopo Guidi, vescovo cattolico e teologo italiano (n. 1514)
- 1589 - Andrea Dudith-Sbardellati, umanista e vescovo cattolico ungherese (n. 1533)
- 1594 - Eleonora Cybo, scrittrice italiana (n. 1523)

## XVII secolo(17)
- 1607 - Gustavo Vasa, principe svedese (n. 1568)
- 1612 - García Guerra, arcivescovo cattolico spagnolo
- 1613 - Girolamo Brunelli, insegnante e traduttore italiano (n. 1549)
- 1619 - Giuseppe Dattaro, architetto italiano
- 1627 - Leonardo Mocenigo, politico italiano (n. 1551)
- 1627 - Olivier van Noort, esploratore olandese (n. 1558)
- 1636 - Luigi Gonzaga, nobile italiano (n. 1611)
- 1648 - Guglielmo Lamormaini, gesuita e teologo austriaco (n. 1570)
- 1658 - Iñigo Vélez de Guevara, diplomatico spagnolo (n. 1597)
- 1674 - Jean Chapelain, poeta e critico letterario francese (n. 1595)
- 1679 - Henrik Ruse, ingegnere militare olandese (n. 1624)
- 1680 - La Voisin, avventuriera francese (n. 1640)
- 1680 - Ōta Sukemune, militare giapponese (n. 1600)
- 1683 - Jarig Jelles, filosofo e mercante olandese (n. 1620)
- 1685 - Eustachio Divini, ottico e astronomo italiano (n. 1610)
- 1687 - Francesco Lana de Terzi, gesuita, matematico e naturalista italiano (n. 1631)
- 1690 - Charles Le Brun, pittore e decoratore francese (n. 1619)

## XVIII secolo(37)
- 1702 - Mauro Oddi, pittore, architetto e incisore italiano (n. 1639)
- 1707 - Giacinto Calandrucci, pittore e incisore italiano (n. 1646)
- 1710 - Charles-Maurice Le Tellier, arcivescovo cattolico francese (n. 1642)
- 1712 - Nicolas de Catinat de La Fauconnerie, generale francese (n. 1637)
- 1712 - Louis de Pardaillan de Gondrin, nobiluomo francese (n. 1688)
- 1716 - Caterina Biancolelli, attrice teatrale italiana (n. 1665)
- 1720 - Giorgio VII d'Imerezia, re
- 1721 - Johann Christoph Bach, organista e compositore tedesco (n. 1671)
- 1721 - John Manners, II duca di Rutland, nobile inglese (n. 1676)
- 1729 - Francisco Maria Píccolo, religioso, presbitero e missionario italiano (n. 1654)
- 1731 - Maria Selvaggia Borghini, poetessa italiana (n. 1656)
- 1731 - Frederik Ruysch, botanico e anatomista olandese (n. 1638)
- 1732 - Maria Teresa di Borbone-Condé, nobile francese (n. 1666)
- 1733 - Bernardo Fedrighini, architetto italiano (n. 1646)
- 1743 - Luis Belluga Moncada, cardinale e vescovo cattolico spagnolo (n. 1662)
- 1746 - Guillaume Coustou, scultore francese (n. 1677)
- 1750 - Pietro Filippo Scarlatti, compositore e organista italiano (n. 1679)
- 1753 - Eleonora Maria di Löwenstein-Wertheim-Rochefort, principessa tedesca (n. 1686)
- 1753 - Antonio Maria Ruffo, cardinale italiano (n. 1687)
- 1753 - Matteo Trigona, arcivescovo cattolico italiano (n. 1679)
- 1760 - Anna Magdalena Bach, musicista tedesca (n. 1701)
- 1767 - Christopher Maire, teologo e gesuita britannico (n. 1697)
- 1767 - Giacomo Zoboli, pittore italiano (n. 1681)
- 1770 - Domenico Duprà, pittore (n. 1689)
- 1770 - Christopher Seider, statunitense
- 1773 - Giuseppe Bernardi, scultore e intagliatore italiano (n. 1694)
- 1776 - Edward Stanley, XI conte di Derby, nobile e politico inglese (n. 1689)
- 1777 - Archibald Bulloch, politico, patriota e rivoluzionario statunitense (n. 1730)
- 1780 - Francesco III d'Este, nobile italiano (n. 1698)
- 1781 - Giovanni Maria Morlaiter, scultore italiano (n. 1699)
- 1784 - Nicola Porta, pittore italiano (n. 1710)
- 1784 - Sophie Volland, letterata francese (n. 1716)
- 1785 - Peter di Hannover (n. 1713)
- 1794 - Henry Pelham-Clinton, II duca di Newcastle, nobile inglese (n. 1720)
- 1794 - Caspar Friedrich Wolff, fisiologo tedesco (n. 1734)
- 1795 - Gian Rinaldo Carli, scrittore, economista e storico italiano (n. 1720)
- 1797 - Barone di Münchhausen, militare tedesco (n. 1720)

## XIX secolo(70)
- 1801 - Alphonse du Congé Dubreuil, poeta, drammaturgo e librettista francese (n. 1734)
- 1804 - Josef Benda, violinista e compositore ceco (n. 1724)
- 1806 - James Barry, pittore irlandese (n. 1741)
- 1807 - John Carr, architetto britannico (n. 1723)
- 1808 - Biagio Rebecca, pittore e decoratore italiano (n. 1731)
- 1809 - Johann Ludwig Josef von Cobenzl, politico e diplomatico austriaco (n. 1753)
- 1810 - Charles Brockden Brown, scrittore statunitense (n. 1771)
- 1815 - Smithson Tennant, chimico inglese (n. 1761)
- 1816 - Adam Ferguson, sociologo, storico e filosofo britannico (n. 1723)
- 1816 - Eugénie D'Hannetaire, attrice teatrale francese (n. 1746)
- 1825 - Eleanor Anne Porden, poetessa e scrittrice britannica (n. 1795)
- 1827 - Charles Willson Peale, pittore e orologiaio statunitense (n. 1741)
- 1827 - Thomas Onslow, II conte di Onslow, nobile inglese (n. 1754)
- 1829 - Adam Albert von Neipperg, generale, politico e diplomatico austriaco (n. 1775)
- 1830 - Teresa Benincampi, scultrice e poetessa italiana (n. 1778)
- 1832 - Asensio Julià, pittore spagnolo (n. 1760)
- 1838 - Pietro Senn, imprenditore francese (n. 1767)
- 1839 - Michail Michajlovič Speranskij, politico russo (n. 1772)
- 1840 - Felice Greco, vescovo cattolico italiano (n. 1775)
- 1844 - Luigi Sartori, pianista e compositore italiano (n. 1817)
- 1844 - Giovanni Battista Spotorno, storico e letterato italiano (n. 1788)
- 1845 - William Wellesley-Pole, III conte di Mornington, nobile e politico irlandese (n. 1763)
- 1846 - Enrique Gil y Carrasco, scrittore spagnolo (n. 1815)
- 1848 - Carolina Amalia di Assia-Kassel, nobildonna (n. 1771)
- 1852 - Castruccio Castracane degli Antelminelli, cardinale e vescovo cattolico italiano (n. 1779)
- 1857 - Joseph Crétin, vescovo cattolico francese (n. 1799)
- 1857 - Henry Lascelles, III conte di Harewood, politico britannico (n. 1797)
- 1860 - Giovanni Battista Federici, generale italiano (n. 1785)
- 1861 - George Sutherland-Leveson-Gower, II duca di Sutherland, nobile e politico inglese (n. 1786)
- 1861 - Giacomo Tazzini, architetto e ingegnere italiano (n. 1785)
- 1862 - Mary Peake, insegnante e filantropa statunitense (n. 1823)
- 1862 - Franz von Pillersdorf, politico e diplomatico ceco (n. 1786)
- 1862 - Carlo Rodi, militare italiano (n. 1799)
- 1863 - Daniel Frederik Eschricht, zoologo, fisiologo e anatomista danese (n. 1798)
- 1865 - Rocco Chirichigno, brigante italiano (n. 1834)
- 1867 - Louis Hippolyte Hupé, paleontologo e naturalista francese (n. 1819)
- 1868 - Emmanuele Antonio Cicogna, storico italiano (n. 1789)
- 1870 - Caterina Vogoride-Conachi, nobile e rivoluzionaria rumena (n. 1831)
- 1872 - Franz Xaver Fieber, botanico e entomologo tedesco (n. 1807)
- 1872 - Galdric Verdaguer, militare francese (n. 1842)
- 1874 - Giacomo Acqua, militare italiano (n. 1834)
- 1875 - Jean-Baptiste Camille Corot, pittore francese (n. 1796)
- 1875 - Charles Lyell, geologo britannico (n. 1797)
- 1875 - Sergej Pavlovič Sumarokov, generale russo (n. 1793)
- 1876 - Alberto Ricci, diplomatico e politico italiano (n. 1808)
- 1877 - George Gordon-Lennox, politico inglese (n. 1829)
- 1878 - Franz Hünten, compositore, pianista e chitarrista tedesco (n. 1792)
- 1878 - Sereno Omar, politico italiano (n. 1815)
- 1878 - Émilie d'Oultremont, religiosa belga (n. 1818)
- 1882 - Michele de' Medici di Ottajano, politico italiano (n. 1823)
- 1885 - Rudolf Müller, pittore svizzero (n. 1802)
- 1885 - Alessandro Serpieri, scienziato e presbitero italiano (n. 1823)
- 1886 - Saverio Friscia, patriota, politico e anarchico italiano (n. 1813)
- 1886 - Giuseppe Gozzini, pittore e illustratore italiano (n. 1806)
- 1887 - Paolo Massa, politico italiano (n. 1822)
- 1887 - Atanas Uzunov, rivoluzionario e militare bulgaro (n. 1857)
- 1888 - Jean Alard, violinista francese (n. 1815)
- 1888 - Anna Kingsford, medico, attivista e scrittrice inglese (n. 1846)
- 1890 - Carl Heinrich Bloch, pittore danese (n. 1834)
- 1890 - John Jacob Astor III, imprenditore e filantropo statunitense (n. 1822)
- 1891 - Josephine de Reszke, soprano polacco (n. 1855)
- 1891 - Adamo Rossi, patriota e bibliotecario italiano (n. 1821)
- 1891 - Rolando Giuseppe dalla Valle, politico italiano (n. 1808)
- 1893 - Giosuè Meli, scultore italiano (n. 1816)
- 1894 - Damiano Muoni, storico e numismatico italiano (n. 1820)
- 1897 - Raffaele Postiglione, pittore italiano (n. 1818)
- 1897 - Georges Ville, agronomo e fisiologo francese (n. 1824)
- 1898 - Heungseon Daewongun, politico coreano (n. 1821)
- 1898 - Giuseppe Robecchi, politico italiano (n. 1825)
- 1900 - Ottmar Hofmann, medico e entomologo tedesco (n. 1835)

## XX secolo(274)
- 1901 - George Francis FitzGerald, fisico irlandese (n. 1851)
- 1901 - Yuxian, politico cinese (n. 1842)
- 1903 - Victor Meirelles, pittore brasiliano (n. 1832)
- 1903 - Hugo Wolf, compositore austriaco (n. 1860)
- 1904 - Bortolo Benedini, avvocato e politico italiano (n. 1846)
- 1904 - Gaetano Carlo Chelli, romanziere italiano (n. 1847)
- 1904 - Leslie Stephen, critico letterario, filosofo e alpinista britannico (n. 1832)
- 1906 - Adrien Moreau, pittore e illustratore francese (n. 1843)
- 1907 - Egor Egorovič Staal, diplomatico russo (n. 1822)
- 1909 - Eugene Delmar, scacchista statunitense (n. 1841)
- 1909 - Michele Mang, fotografo tedesco
- 1912 - Giovanni Battista Derchi, pittore e decoratore italiano (n. 1879)
- 1912 - Sriram Chandra Bhanj Deo, principe indiano (n. 1870)
- 1913 - Francisco Madero, politico, imprenditore e generale messicano (n. 1873)
- 1913 - José María Pino Suárez, politico, poeta e giornalista messicano (n. 1869)
- 1913 - Cesare Tarditi, militare e politico italiano (n. 1842)
- 1913 - Longyu, imperatrice cinese (n. 1868)
- 1913 - Ferdinand de Saussure, linguista e semiologo svizzero (n. 1857)
- 1914 - Gennaro Abbagnara, pittore italiano (n. 1845)
- 1914 - Ivor Guest, I barone Wimborne, imprenditore e politico britannico (n. 1835)
- 1914 - Mariano Trías, politico filippino (n. 1868)
- 1916 - Émile Driant, scrittore e militare francese (n. 1855)
- 1916 - Albert Jenicot, calciatore francese (n. 1885)
- 1917 - Paolo Mazzella, magistrato e politico italiano (n. 1844)
- 1917 - Charles Vigurs, ginnasta britannico (n. 1888)
- 1918 - William Favre, politico e mecenate svizzero (n. 1843)
- 1918 - Terry McGovern, pugile statunitense (n. 1880)
- 1920 - Nicodemo Jadanza, geodeta e cartografo italiano (n. 1847)
- 1921 - Auguste Levêque, pittore, scultore e poeta belga (n. 1866)
- 1921 - Ernesto Gunther di Schleswig-Holstein-Sonderburg-Augustenburg, nobile tedesco (n. 1863)
- 1921 - Jules Verbrugge, calciatore francese (n. 1886)
- 1921 - Salim I al-Mubarak Al Sabah, sovrano kuwaitiano (n. 1864)
- 1922 - Manfredo Da Passano, pubblicista italiano (n. 1846)
- 1922 - Aaron David Gordon, filosofo russo (n. 1856)
- 1922 - Bannister Merwin, sceneggiatore e regista statunitense (n. 1873)
- 1922 - Frithjof Olsen, ginnasta norvegese (n. 1882)
- 1923 - Théophile Delcassé, politico francese (n. 1852)
- 1923 - Maria Elisabetta di Sassonia-Meiningen, principessa (n. 1853)
- 1924 - William Carr, calciatore inglese (n. 1848)
- 1924 - Manuel Tinio, generale, rivoluzionario e politico filippino (n. 1877)
- 1924 - André Vacherot, tennista francese (n. 1877)
- 1926 - Bertha Wegmann, pittrice danese (n. 1847)
- 1927 - Judson Harmon, politico e avvocato statunitense (n. 1846)
- 1927 - Franz Sackmann, compositore di scacchi tedesco (n. 1888)
- 1927 - Emily Villiers, nobildonna inglese (n. 1843)
- 1928 - Adamo Boari, architetto e ingegnere italiano (n. 1863)
- 1928 - František Císař, calciatore cecoslovacco (n. 1901)
- 1929 - Jonathan Dwight, ornitologo statunitense (n. 1858)
- 1929 - Gunnar Heiberg, drammaturgo norvegese (n. 1857)
- 1929 - Daria Vecchi Rubboli, ceramista e artigiana italiana (n. 1852)
- 1930 - Mabel Normand, attrice, sceneggiatrice e regista statunitense (n. 1892)
- 1930 - Carlo Perosi, cardinale italiano (n. 1868)
- 1930 - Bill Tuttle, pallanuotista e nuotatore statunitense (n. 1882)
- 1931 - Albrecht Wilhelm Phillip Zimmermann, botanico tedesco (n. 1860)
- 1932 - Johanna Gadski, soprano tedesco (n. 1872)
- 1933 - Paolo Azzurri, attore, regista e produttore cinematografico italiano (n. 1878)
- 1933 - Archibald Knox, artista, designer e orafo britannico (n. 1864)
- 1933 - Maria Pezzé Pascolato, pedagogista e scrittrice italiana (n. 1869)
- 1934 - Luigi Fumi, archivista, storico e nobile italiano (n. 1849)
- 1934 - Willem Kes, direttore d'orchestra e violinista olandese (n. 1856)
- 1938 - Jean Beauverie, botanico e micologo francese (n. 1874)
- 1938 - Miguel Llobet, chitarrista e compositore spagnolo (n. 1878)
- 1938 - Fortunato de Santa, vescovo cattolico italiano (n. 1862)
- 1939 - Aleksandr Il'ič Egorov, generale sovietico (n. 1883)
- 1939 - Antonio Machado, poeta e scrittore spagnolo (n. 1875)
- 1939 - Marc Perrodon, schermidore francese (n. 1878)
- 1940 - Eugène Laermans, pittore belga (n. 1864)
- 1940 - Franz Karl Marenzi von Tagliuno und Talgate, generale austro-ungarico (n. 1859)
- 1941 - Clara T. Bracy, attrice britannica (n. 1848)
- 1941 - Noël Liétaer, calciatore francese (n. 1908)
- 1941 - Dayton Miller, fisico statunitense (n. 1866)
- 1942 - Carlo Nigra, architetto italiano (n. 1856)
- 1942 - Eduard Profittlich, arcivescovo cattolico e gesuita tedesco (n. 1890)
- 1942 - Stefan Zweig, scrittore, drammaturgo e giornalista austriaco (n. 1881)
- 1943 - Christoph Probst, antifascista tedesco (n. 1919)
- 1943 - Frank Cuhel, ostacolista statunitense (n. 1904)
- 1943 - Giuseppe Papaleoni, storico italiano (n. 1863)
- 1943 - Hans Scholl, antifascista tedesco (n. 1918)
- 1943 - Sophie Scholl, attivista tedesca (n. 1921)
- 1944 - Kasturba Gandhi, pacifista indiana (n. 1869)
- 1944 - Paul Gurran, generale tedesco (n. 1893)
- 1944 - J. Barney Sherry, attore statunitense (n. 1874)
- 1945 - Sara Josephine Baker, medico statunitense (n. 1873)
- 1945 - Frederic Bancroft, storico, scrittore e bibliotecario statunitense (n. 1860)
- 1945 - Osip Maksimovič Brik, scrittore e critico letterario sovietico (n. 1888)
- 1945 - Jacques Doriot, politico, giornalista e militare francese (n. 1898)
- 1945 - Luigi Paulini, vescovo cattolico italiano (n. 1862)
- 1945 - Kálmán Szeverényi, militare e aviatore ungherese (n. 1920)
- 1946 - Jean Luchaire, giornalista francese (n. 1901)
- 1946 - Vasilij Timofeevič Vol'skij, generale sovietico (n. 1897)
- 1947 - Giuliano Dacij, presbitero ucraino (n. 1863)
- 1947 - Umberto Fraccacreta, poeta italiano (n. 1892)
- 1947 - Marcello Nizzola, lottatore italiano (n. 1900)
- 1947 - Harry Kendall Thaw, criminale statunitense (n. 1871)
- 1948 - Antonio Bifani, giornalista, sindacalista e politico italiano (n. 1879)
- 1949 - Félix Hubert d'Hérelle, medico e batteriologo francese (n. 1873)
- 1949 - Marie Hoeg, fotografa norvegese (n. 1866)
- 1950 - Rodolfo Fredi, liutaio italiano (n. 1861)
- 1950 - Dick Sigmond, calciatore olandese (n. 1897)
- 1951 - Fabio Friggeri, imprenditore italiano (n. 1884)
- 1951 - Al Lindley, canottiere statunitense (n. 1904)
- 1951 - Egidio Musollino, imprenditore e dirigente sportivo italiano
- 1951 - Guy Porter, maratoneta statunitense (n. 1884)
- 1953 - Francis Hirst, economista e sociologo britannico (n. 1873)
- 1954 - Robert Leavitt, ostacolista statunitense (n. 1883)
- 1954 - Giovanni Oriolo, prefetto e politico italiano (n. 1878)
- 1955 - Maria Capuana, mezzosoprano italiano (n. 1891)
- 1956 - Harry Lewis, pugile statunitense (n. 1886)
- 1956 - Giovanni Gaia, calciatore e giornalista italiano (n. 1900)
- 1956 - Paul Léautaud, scrittore e critico teatrale francese (n. 1872)
- 1956 - John Patterson, fisico e meteorologo canadese (n. 1872)
- 1956 - Alexandros Svolos, politico greco (n. 1892)
- 1957 - Theodore Reed, regista, produttore cinematografico e attore statunitense (n. 1887)
- 1957 - Viktor Smeds, ginnasta e dirigente sportivo finlandese (n. 1885)
- 1957 - Paul Trappen, sollevatore, lottatore e strongman tedesco (n. 1887)
- 1958 - Abul Kalam Azad, politico indiano (n. 1888)
- 1958 - John W. Martin, politico statunitense (n. 1884)
- 1958 - Mathurin Méheut, pittore, disegnatore e illustratore francese (n. 1882)
- 1959 - Harold Hardwick, nuotatore australiano (n. 1888)
- 1959 - Karl Hessenberg, matematico e ingegnere tedesco (n. 1904)
- 1959 - Dmitrij Manuil'skij, politico sovietico (n. 1883)
- 1959 - Oreste Margarucci, medico italiano (n. 1868)
- 1959 - William Hobson Mills, chimico britannico (n. 1873)
- 1959 - Helen Parrish, attrice statunitense (n. 1923)
- 1959 - Francis Pélissier, ciclista su strada e dirigente sportivo francese (n. 1894)
- 1960 - Antonio Muñoz, storico dell'arte e architetto italiano (n. 1884)
- 1961 - Carlo Ernesto Accetti, scrittore e critico d'arte italiano (n. 1882)
- 1961 - Antonín Eltschkner, vescovo cattolico e esperantista ceco (n. 1880)
- 1961 - Nick La Rocca, musicista, compositore e arrangiatore statunitense (n. 1889)
- 1961 - Giacomo Paulucci di Calboli, ambasciatore italiano (n. 1887)
- 1961 - George de Cuevas, mecenate cileno (n. 1885)
- 1962 - Laure Albin-Guillot, fotografa francese (n. 1879)
- 1962 - Anson Dyer, regista, sceneggiatore e animatore inglese (n. 1876)
- 1962 - Alfredo Jeri, giornalista, scrittore e poeta italiano (n. 1896)
- 1963 - Fritz Becker, calciatore tedesco (n. 1888)
- 1963 - Gian Piero Bognetti, storico e archeologo italiano (n. 1902)
- 1963 - Austin Lane Poole, storico britannico (n. 1889)
- 1965 - Felix Frankfurter, giurista statunitense (n. 1882)
- 1965 - Peter Martin Lampel, scrittore, sceneggiatore e drammaturgo tedesco (n. 1894)
- 1965 - Eddie Phillips, attore statunitense (n. 1899)
- 1966 - David Bain, calciatore scozzese (n. 1900)
- 1966 - Melchor Fernández Almagro, critico letterario e storiografo spagnolo (n. 1893)
- 1966 - Mario Voller-Buzzi, attore, regista e giornalista italiano (n. 1886)
- 1967 - Antonio Bosio, aviatore italiano (n. 1885)
- 1967 - David Ferrie, aviatore statunitense (n. 1918)
- 1967 - Louis Kniep, ginnasta e multiplista statunitense (n. 1876)
- 1967 - Gigi Panei, alpinista italiano (n. 1914)
- 1967 - Luigi Renato Sansone, politico e avvocato italiano (n. 1903)
- 1968 - Frank Adcock, storico e crittografo britannico (n. 1886)
- 1968 - Peter Arno, illustratore statunitense (n. 1904)
- 1968 - Tivadar Soros, esperantista, scrittore e avvocato ungherese (n. 1893)
- 1968 - Verner Weckman, lottatore finlandese (n. 1882)
- 1969 - Johannes Dieckmann, giornalista e politico tedesco (n. 1893)
- 1969 - Béla Kovácsy, calciatore ungherese (n. 1905)
- 1969 - Alois Pupp, politico italiano (n. 1900)
- 1970 - Renzo Bongiovanni Radice, pittore italiano (n. 1899)
- 1970 - Dora Boothby, tennista britannica (n. 1881)
- 1970 - Michele Gordini, ciclista su strada italiano (n. 1896)
- 1970 - Francesco Guidi, generale e politico italiano (n. 1876)
- 1970 - Edward Selzer, produttore cinematografico statunitense (n. 1893)
- 1970 - Emily Vanderbilt Sloane, scrittrice e filantropa statunitense (n. 1874)
- 1971 - Alexandre Breffort, giornalista, scrittore e drammaturgo francese (n. 1901)
- 1971 - Vera Tanner, nuotatrice britannica (n. 1906)
- 1972 - Fritz Amundsen, calciatore norvegese (n. 1902)
- 1972 - Paul Grüninger, calciatore svizzero (n. 1891)
- 1972 - Karel Skoupý, vescovo cattolico ceco (n. 1886)
- 1973 - Elizabeth Bowen, scrittrice irlandese (n. 1899)
- 1973 - Katina Paxinou, attrice greca (n. 1900)
- 1973 - Winthrop Rockefeller, politico statunitense (n. 1912)
- 1974 - Álvaro de Aguilar, diplomatico spagnolo (n. 1892)
- 1974 - Samuel Byck, criminale statunitense (n. 1930)
- 1974 - Gaetano Carolei, militare italiano (n. 1896)
- 1975 - Matiás Stinnes, slittinista argentino (n. 1910)
- 1975 - Lionel Tertis, violista inglese (n. 1876)
- 1976 - Angela Baddeley, attrice britannica (n. 1904)
- 1976 - Florence Ballard, cantante statunitense (n. 1943)
- 1976 - Michael Polanyi, filosofo, economista e chimico ungherese (n. 1891)
- 1977 - Edith Barrett, attrice statunitense (n. 1907)
- 1977 - Livio Linzi, calciatore italiano (n. 1921)
- 1978 - Joachim Büchner, velocista tedesco (n. 1905)
- 1978 - Arthur Claerhout, ciclista su strada belga (n. 1887)
- 1978 - Phyllis McGinley, scrittrice statunitense (n. 1905)
- 1978 - Jack Taylor, allenatore di calcio e calciatore inglese (n. 1914)
- 1980 - Sadaaki Akamatsu, aviatore giapponese (n. 1910)
- 1980 - Enrico Celio, avvocato, politico e giornalista svizzero (n. 1889)
- 1980 - Alma Fidora, pittrice, disegnatrice e illustratrice italiana (n. 1894)
- 1980 - Oskar Kokoschka, pittore e drammaturgo austriaco (n. 1886)
- 1980 - Filippo Pelosi, politico italiano (n. 1896)
- 1981 - Curtis Bernhardt, regista, sceneggiatore e produttore cinematografico tedesco (n. 1899)
- 1981 - Guy Butler, velocista britannico (n. 1902)
- 1981 - Rossella Casini, italiana (n. 1956)
- 1981 - Pierre Korb, calciatore francese (n. 1908)
- 1981 - Michael Maltese, sceneggiatore statunitense (n. 1908)
- 1982 - Clemente Caccianiga, cestista e rugbista a 15 italiano (n. 1903)
- 1982 - Josh Malihabadi, poeta indiano (n. 1894)
- 1983 - Charles Gairdner, generale britannico (n. 1898)
- 1983 - Mieczysław Jastrun, poeta e scrittore polacco (n. 1903)
- 1983 - Romain Maes, ciclista su strada belga (n. 1912)
- 1983 - Elsa Merlini, attrice italiana (n. 1903)
- 1983 - Paolo Pedretti, ciclista su strada e pistard italiano (n. 1906)
- 1983 - Georg Rydeberg, attore svedese (n. 1907)
- 1984 - Imre Hermann, psicoanalista ungherese (n. 1899)
- 1984 - Max Newman, matematico britannico (n. 1897)
- 1984 - Peter Short, calciatore e allenatore di calcio inglese (n. 1944)
- 1985 - Victor Carlund, calciatore svedese (n. 1906)
- 1985 - Salvador Espriu, poeta, scrittore e drammaturgo spagnolo (n. 1913)
- 1985 - Enzo Storoni, giornalista e politico italiano (n. 1906)
- 1985 - Frank Traynor, musicista australiano (n. 1927)
- 1985 - Enzo Ungari, critico cinematografico e sceneggiatore italiano (n. 1948)
- 1985 - Giuseppe Veronesi, politico e ingegnere italiano (n. 1910)
- 1985 - Efrem Zimbalist, violinista, compositore e direttore d'orchestra russo (n. 1890)
- 1986 - Tom Bradshaw, calciatore scozzese (n. 1904)
- 1986 - Eraldo Gastone, partigiano e politico italiano (n. 1913)
- 1986 - Giuseppe Macedonio, ceramista, scultore e pittore italiano (n. 1906)
- 1987 - Umberto Lenzini, imprenditore, dirigente sportivo e calciatore statunitense (n. 1912)
- 1987 - Furio Rendine, compositore e arrangiatore italiano (n. 1920)
- 1987 - John Paul Scott, criminale statunitense (n. 1927)
- 1987 - Bob Tonelli, attore italiano (n. 1929)
- 1987 - Andy Warhol, pittore, grafico e illustratore statunitense (n. 1928)
- 1987 - Glenway Wescott, scrittore statunitense (n. 1901)
- 1988 - Marisa Maresca, showgirl e ballerina italiana (n. 1923)
- 1988 - Dominique Nguyễn Văn Lãng, vescovo cattolico vietnamita (n. 1921)
- 1988 - Afro Poli, baritono italiano (n. 1902)
- 1989 - Tito Aprea, pianista, musicologo e compositore italiano (n. 1904)
- 1989 - Giuseppe Catalfamo, filosofo e pedagogista italiano (n. 1921)
- 1989 - Giovanni Gallotti, calciatore e allenatore di calcio italiano (n. 1898)
- 1989 - Sándor Márai, scrittore e giornalista ungherese (n. 1900)
- 1990 - Stephen W. Burns, attore statunitense (n. 1954)
- 1990 - Renato Chabod, politico, avvocato e alpinista italiano (n. 1909)
- 1990 - Nadežda Nikolaevna Koševerova, regista cinematografica sovietica (n. 1902)
- 1991 - Andrés Mejuto, attore spagnolo (n. 1909)
- 1991 - Atanasie Protopopescu, calciatore rumeno (n. 1900)
- 1992 - Tolmino Gios, ciclista su strada italiano (n. 1916)
- 1992 - Rupert von Trapp, cantante austriaco (n. 1911)
- 1992 - David Wilson, calciatore inglese (n. 1908)
- 1992 - Paul Winter, discobolo e pesista francese (n. 1906)
- 1992 - Kurt Wires, canoista finlandese (n. 1919)
- 1993 - Loris Borgioli, calciatore e allenatore di calcio italiano (n. 1913)
- 1993 - Alferio Cubi, allenatore di calcio e calciatore italiano (n. 1907)
- 1993 - Pierre Dalem, calciatore belga (n. 1912)
- 1993 - Jean Lecanuet, politico francese (n. 1920)
- 1993 - Mauro Nardoni, calciatore italiano (n. 1945)
- 1993 - Ng Cho-fan, attore, regista e produttore cinematografico hongkonghese (n. 1911)
- 1993 - Sirio Vernati, calciatore svizzero (n. 1907)
- 1994 - Papa John Creach, violinista statunitense (n. 1917)
- 1994 - Homa Darabi, pediatra e psichiatra iraniana (n. 1940)
- 1994 - Hans Hürlimann, politico svizzero (n. 1918)
- 1994 - Pete Preboske, cestista statunitense (n. 1914)
- 1995 - Emilia Docet, modella spagnola (n. 1915)
- 1995 - Ed Flanders, attore statunitense (n. 1934)
- 1995 - Louis Hà Kim Danh, vescovo cattolico vietnamita (n. 1913)
- 1996 - Giovanni Badalini, militare e aviatore italiano (n. 1916)
- 1996 - Elettrio Corda, scrittore e storico italiano (n. 1927)
- 1997 - Kang Song-san, politico nordcoreano (n. 1931)
- 1997 - Mario Mammucari, politico, partigiano e sindacalista italiano (n. 1910)
- 1997 - Enzo Marchesi, generale italiano (n. 1907)
- 1998 - Ettore Cordiano, ingegnere italiano (n. 1923)
- 1998 - Carlo Dionisotti, critico letterario, filologo e storico della letteratura italiano (n. 1908)
- 1998 - Sandro Franchina, regista e attore italiano (n. 1939)
- 1998 - Anna Maria Gueizelor, ballerina e attrice pakistana (n. 1907)
- 1998 - Jovan Kratohvil, scultore e tiratore a segno jugoslavo (n. 1924)
- 1999 - Bitto Albertini, direttore della fotografia, sceneggiatore e regista italiano (n. 1923)
- 1999 - Erhard Fappani, pittore svizzero (n. 1936)
- 1999 - Charles Gerhardt, direttore d'orchestra statunitense (n. 1927)
- 1999 - Albrecht Noth, islamista e storico tedesco (n. 1937)
- 1999 - Menno Oosting, tennista olandese (n. 1964)
- 1999 - Hans Skjervheim, filosofo e saggista norvegese (n. 1926)
- 2000 - Olga Jensch-Jordan, tuffatrice tedesca (n. 1913)
- 2000 - John Kellogg, attore statunitense (n. 1916)
- 2000 - Aleksandra Komacka, cestista polacca (n. 1959)
- 2000 - Gene Lambdin, cestista statunitense (n. 1930)
- 2000 - Ernest Lough, cantante britannico (n. 1911)
- 2000 - Maurine Neuberger, politica statunitense (n. 1907)
- 2000 - Raphaël Pujazon, siepista francese (n. 1918)

## XXI secolo(137)
- 2001 - Robert Enrico, regista e sceneggiatore francese (n. 1931)
- 2001 - John Fahey, chitarrista e compositore statunitense (n. 1939)
- 2001 - Herbert Kupferberg, critico musicale statunitense (n. 1918)
- 2001 - Les Medley, calciatore inglese (n. 1920)
- 2001 - André Pieters, ciclista su strada belga (n. 1922)
- 2002 - Paddy Ambrose, allenatore di calcio e calciatore irlandese (n. 1929)
- 2002 - Roden Cutler, diplomatico australiano (n. 1916)
- 2002 - Raymond Firth, etnologo neozelandese (n. 1901)
- 2002 - Chuck Jones, regista, produttore cinematografico e sceneggiatore statunitense (n. 1912)
- 2002 - Orlando Rondini, pallonista italiano (n. 1924)
- 2002 - Jonas Malheiro Savimbi, politico, generale e guerrigliero angolano (n. 1934)
- 2002 - Arne Selmosson, calciatore svedese (n. 1931)
- 2002 - Fiorino Tagliaferri, vescovo cattolico italiano (n. 1921)
- 2002 - Barbara Valentin, attrice austriaca (n. 1940)
- 2003 - Daniel Taradash, regista e sceneggiatore statunitense (n. 1913)
- 2004 - Bob Bednarski, sollevatore statunitense (n. 1944)
- 2004 - Roque Máspoli, allenatore di calcio e calciatore uruguaiano (n. 1917)
- 2005 - Michel Bardinet, attore e doppiatore francese (n. 1931)
- 2005 - Luigi Giussani, presbitero, teologo e docente italiano (n. 1922)
- 2005 - Renzo Imbeni, politico italiano (n. 1944)
- 2005 - Lee Eun-ju, attrice sudcoreana (n. 1980)
- 2005 - Cornelio Marchetto, calciatore italiano (n. 1924)
- 2005 - Titina Maselli, pittrice, attrice e scenografa italiana (n. 1924)
- 2005 - Mario Ricci, ciclista su strada italiano (n. 1914)
- 2005 - Reggie Roby, giocatore di football americano statunitense (n. 1961)
- 2005 - Simone Simon, attrice francese (n. 1911)
- 2006 - Hilde Domin, poetessa e scrittrice tedesca (n. 1909)
- 2006 - Suzan Kahramaner, matematica turca (n. 1913)
- 2006 - Richard Wawro, pittore britannico (n. 1952)
- 2007 - Ferenc Bánki, cestista e allenatore di pallacanestro ungherese (n. 1926)
- 2007 - Lothar-Günther Buchheim, scrittore, pittore e editore tedesco (n. 1918)
- 2007 - Cataldo Grammatico, politico e poeta italiano (n. 1924)
- 2007 - Dennis Johnson, cestista e allenatore di pallacanestro statunitense (n. 1954)
- 2007 - Duško Kondor, docente e attivista bosniaco (n. 1947)
- 2007 - Fons Rademakers, regista e attore olandese (n. 1920)
- 2007 - Ian Wallace, batterista britannico (n. 1946)
- 2008 - Eagle Day, giocatore di football americano statunitense (n. 1932)
- 2008 - Nunzio Gallo, cantante e attore italiano (n. 1928)
- 2008 - Pierre de Villemarest, giornalista e scrittore francese (n. 1922)
- 2008 - Rubens de Falco, attore brasiliano (n. 1931)
- 2009 - Candido Cannavò, giornalista e mezzofondista italiano (n. 1930)
- 2009 - Paul Joseph Phạm Đình Tụng, cardinale e arcivescovo cattolico vietnamita (n. 1919)
- 2009 - Michele Scorrano, calciatore italiano (n. 1952)
- 2009 - Mansueto Viezzer, compositore italiano (n. 1925)
- 2009 - Howard Zieff, regista e fotografo statunitense (n. 1927)
- 2010 - Nelly Landry, tennista francese (n. 1916)
- 2010 - Guido Fubini, avvocato e giurista italiano (n. 1924)
- 2011 - Nicholas Courtney, attore britannico (n. 1929)
- 2011 - Domenico La Cavera, imprenditore italiano (n. 1915)
- 2011 - Enrico Niccolini, italianista italiano (n. 1916)
- 2011 - Filippo Nicoletti, calciatore italiano (n. 1931)
- 2011 - Francisco del Río, cestista, allenatore di pallacanestro e dirigente sportivo argentino (n. 1918)
- 2012 - Marie Colvin, giornalista statunitense (n. 1956)
- 2012 - Giovanni Consiglio, tenore italiano (n. 1923)
- 2012 - Ljudmila Kasatkina, attrice sovietica (n. 1925)
- 2012 - Enzo Sellerio, editore e fotografo italiano (n. 1924)
- 2012 - Dick Anthony Williams, attore statunitense (n. 1938)
- 2013 - Giovanni Ferraro, calciatore e allenatore di calcio italiano (n. 1930)
- 2013 - Atje Keulen-Deelstra, pattinatrice di velocità su ghiaccio olandese (n. 1938)
- 2013 - Grigoris Michalopoulos, giornalista, editore e scrittore greco (n. 1938)
- 2013 - Claude Monteux, flautista e direttore d'orchestra statunitense (n. 1920)
- 2013 - Wolfgang Sawallisch, direttore d'orchestra e pianista tedesco (n. 1923)
- 2013 - Ennio Tassinari, agente segreto e partigiano italiano (n. 1921)
- 2013 - Stan Waxman, cestista e allenatore di pallacanestro statunitense (n. 1922)
- 2014 - Héctor Báez, cestista e allenatore di pallacanestro dominicano (n. 1955)
- 2014 - Charlotte Dawson, modella e personaggio televisivo neozelandese (n. 1966)
- 2014 - Giancarlo Livraghi, pubblicitario, bibliografo e scrittore italiano (n. 1927)
- 2014 - Ivan Nagy, ballerino e direttore artistico ungherese (n. 1943)
- 2014 - Natale Riatti, politico italiano (n. 1922)
- 2015 - Pasquale Carminucci, ginnasta italiano (n. 1937)
- 2015 - Ezio Leoni, compositore, arrangiatore e produttore discografico italiano (n. 1927)
- 2015 - Chris Rainbow, cantante, compositore e produttore discografico scozzese (n. 1946)
- 2015 - Carmine Schiavone, mafioso e collaboratore di giustizia italiano (n. 1943)
- 2015 - Alison Seebohm, attrice britannica (n. 1939)
- 2016 - Cristiana Corsi, taekwondoka italiana (n. 1976)
- 2016 - Paolo Cottino, pugile italiano (n. 1935)
- 2016 - Yolande Fox, modella statunitense (n. 1928)
- 2016 - Steve Harris, cestista statunitense (n. 1963)
- 2016 - Douglas Slocombe, direttore della fotografia britannico (n. 1913)
- 2017 - Pino Castagna, scultore, ceramista e incisore italiano (n. 1932)
- 2017 - Maurice Chollet, cestista svizzero (n. 1927)
- 2017 - Walter Di Salvo, architetto italiano (n. 1926)
- 2017 - Eni Faleomavaega, politico e militare statunitense (n. 1943)
- 2017 - Moreno Guizzo, disc jockey italiano (n. 1959)
- 2017 - Fritz Koenig, scultore tedesco (n. 1924)
- 2017 - Nikos Koundouros, regista e sceneggiatore greco (n. 1926)
- 2017 - Martin Lüttge, attore tedesco (n. 1943)
- 2017 - Ana Radunčeva, archeologa bulgara (n. 1937)
- 2017 - Gerhard Sommer, militare tedesco (n. 1921)
- 2018 - Tamara Evplova, schermitrice sovietica (n. 1937)
- 2018 - Nanette Fabray, attrice, cantante e ballerina statunitense (n. 1920)
- 2018 - Bette Henritze, attrice statunitense (n. 1924)
- 2018 - Richard Edward Taylor, fisico canadese (n. 1929)
- 2019 - Werner Beierwaltes, filosofo tedesco (n. 1931)
- 2019 - Alberto Rizzoli, imprenditore e editore italiano (n. 1945)
- 2019 - Morgan Woodward, attore statunitense (n. 1925)
- 2020 - Kiki Dimoulà, poetessa greca (n. 1931)
- 2020 - Eliana Giorli La Rosa, sindacalista e politica italiana (n. 1926)
- 2020 - Mar"jan Plachetko, calciatore sovietico (n. 1945)
- 2020 - Thích Quảng Độ, monaco buddhista vietnamita (n. 1928)
- 2021 - Luca Attanasio, diplomatico italiano (n. 1977)
- 2021 - Paolo Castaldi, compositore e saggista italiano (n. 1930)
- 2021 - Aleksander Doba, viaggiatore polacco (n. 1946)
- 2021 - Javier Espíndola, allenatore di pallacanestro uruguaiano (n. 1956)
- 2021 - Lawrence Ferlinghetti, poeta e editore statunitense (n. 1919)
- 2021 - Maria Ghezzi, disegnatrice, pittrice e scultrice italiana (n. 1927)
- 2021 - Gary Halpin, martellista e rugbista a 15 irlandese (n. 1966)
- 2021 - Vittorio Iacovacci, militare italiano (n. 1990)
- 2021 - Enrico Obletter, giocatore di softball e dirigente sportivo australiano (n. 1959)
- 2021 - Giancarlo Santi, regista italiano (n. 1939)
- 2021 - Jack Whyte, scrittore scozzese (n. 1940)
- 2022 - Jesús Tirso Blanco, vescovo cattolico e missionario argentino (n. 1957)
- 2022 - Carlos Cojuangco, politico e imprenditore filippino (n. 1963)
- 2022 - Ivan Dzjuba, critico letterario e politico ucraino (n. 1931)
- 2022 - Valerij Klimov, violinista e docente russo (n. 1931)
- 2022 - Mark Lanegan, cantautore e musicista statunitense (n. 1964)
- 2022 - Alberto Lembo, giornalista e politico italiano (n. 1944)
- 2022 - Josephine Veasey, mezzosoprano britannico (n. 1930)
- 2022 - Jorge Zaragoza, cestista messicano (n. 1947)
- 2023 - Safi Faye, regista, attrice e etnologa senegalese (n. 1943)
- 2023 - Germano Mathias, cantante, compositore e attore brasiliano (n. 1934)
- 2023 - Ahmed Qurei, politico palestinese (n. 1937)
- 2024 - Paul Bradshaw, calciatore inglese (n. 1956)
- 2024 - Edie Ceccarelli, supercentenaria statunitense (n. 1908)
- 2024 - Els de Groot, cestista olandese (n. 1942)
- 2024 - Cedrick Hordges, cestista statunitense (n. 1957)
- 2024 - Artur Jorge, calciatore e allenatore di calcio portoghese (n. 1946)
- 2024 - Alois Kothgasser, arcivescovo cattolico austriaco (n. 1937)
- 2024 - John Lowe, pianista britannico (n. 1942)
- 2024 - Paila Pavese, doppiatrice, direttrice del doppiaggio e attrice italiana (n. 1942)
- 2024 - Gaetano Riina, mafioso italiano (n. 1933)
- 2024 - Paramjit Singh, cestista indiano (n. 1952)
- 2024 - Jean-Guy Talbot, hockeista su ghiaccio e allenatore di hockey su ghiaccio canadese (n. 1932)
- 2025 - Bill Fay, cantautore e pianista britannico (n. 1943)
- 2025 - Vincenzo Miceli, politico italiano (n. 1940)
- 2025 - Gianni Pettenati, cantante e critico musicale italiano (n. 1945)
- 2025 - Hans van den Broek, politico olandese (n. 1936)